# Rotrock

Rotrock

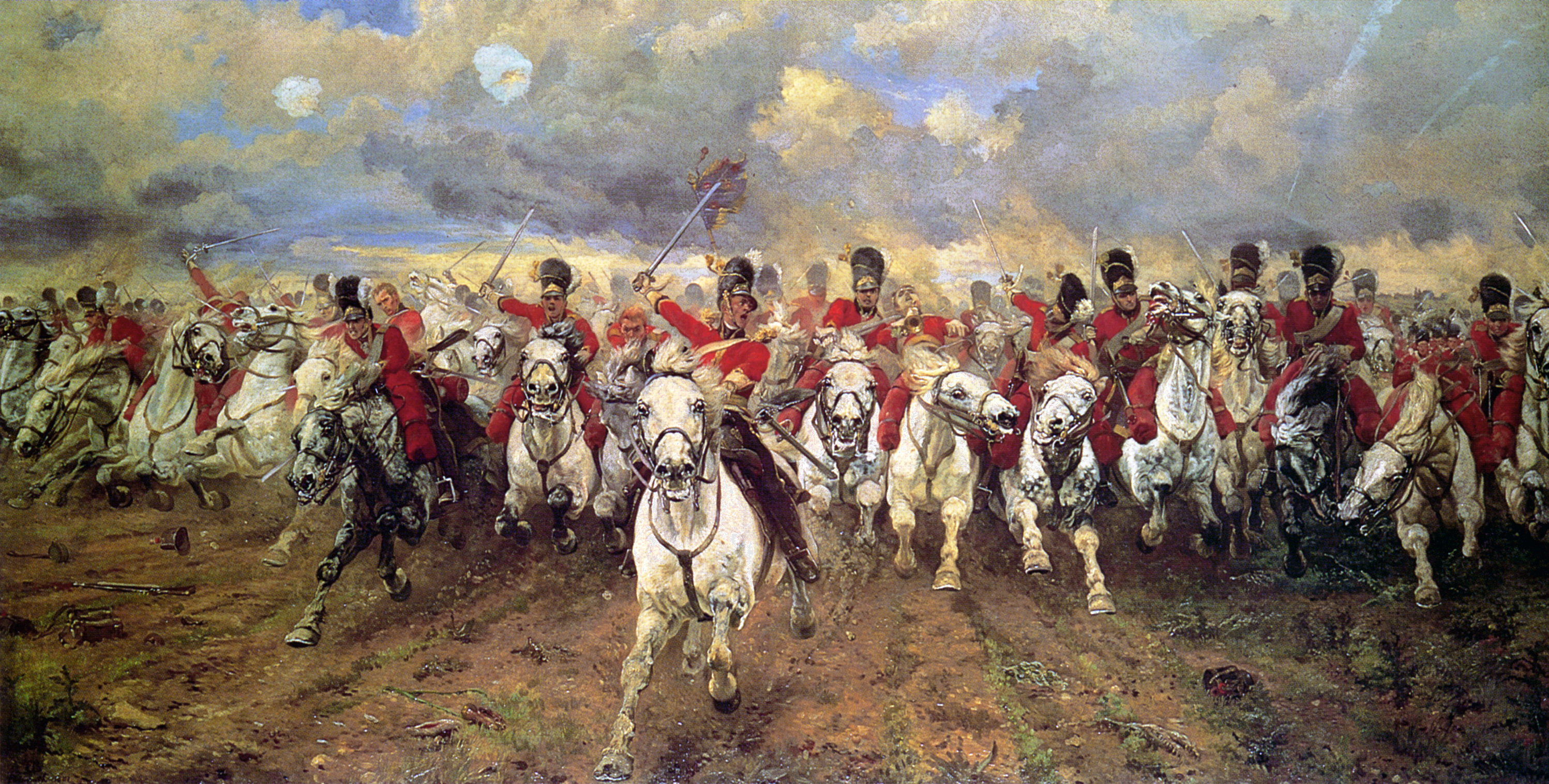
Rotröcke der Royal Scots Greys in der Schlacht bei Waterloo – Gemälde Scotland Forever! von Lady Elizabeth Butler

Rotrock (englisch Red Coat) ist eine informelle Bezeichnung für Angehörige der britischen Armee. Der etwas altertümliche Begriff hält sich in Irland, um die britischen Sicherheitskräfte und manchmal auch alle Briten zu bezeichnen. Der Begriff wird auch für die Royal Canadian Mounted Police und andere rot uniformierte Truppen des britischen Commonwealth verwendet. Vor allem im Amerikanischen Unabhängigkeitskrieg wurde die Bezeichnung Rotrock auch abwertend für die britischen Truppen verwendet.

## Geschichte
Charakteristisches Bekleidungsstück der britischen Soldaten (vor allem der Infanterie) vom Ende des 17. Jahrhunderts bis zur Einführung der Tarnkleidung war ein roter Uniformrock. Dieser brachte ihnen insbesondere in Nordamerika den ab dem Amerikanischen Unabhängigkeitskrieg pejorativ konnotierten Beinamen Rotröcke ein. Auch die Bezeichnung Hummerbuckel (englisch lobsterbacks) spielte auf die Grundfarbe der Uniform an.
Der rote Uniformrock wurde zunächst nur von den Yeomen Warders und den Yeomen of the Guard getragen, bis im Februar 1645 die New Model Army gegründet wurde. Ab diesem Zeitpunkt wurde die britische Infanterie weitgehend mit roten Uniformröcken eingekleidet. Das Rot stand danach zunächst nur für die republikanischen Truppen Cromwells, dennoch wurde die Farbe auch nach der Restauration 1660 von der Armee weiterverwendet, was auf die damals relativ kostengünstige Herstellung des roten Farbstoffes zurückzuführen ist.
Der Schnitt der Uniformröcke wandelte sich mit der Mode, dabei behielten die Regimenter jedoch meist ihre traditionellen Abzeichenfarben.
In den Kolonien ersetzten ab Mitte des 19. Jahrhunderts zunehmend khakifarbene Uniformen den „bunten Rock“, das letzte Gefecht im roten Rock fand am 30. Dezember 1885 bei der Schlacht von Ginnis statt. 1902 wurde im ganzen britischen Heer auch für den Felddienst im Mutterland eine khakifarbene Einheitsuniform eingeführt, der rote Rock wurde nur als Full dress (Parade- oder großer Dienstanzug) verwendet. Im Ersten Weltkrieg wurde er an die meisten Rekruten gar nicht mehr ausgegeben.
Ab 1920 durfte aus Kostengründen der rote Rock nur noch von den fünf Gardeinfanterieregimentern, den Life Guards, den Militärmusikern und von Offizieren als Galauniform getragen werden. Ausnahmen werden noch bei Hochzeiten und vor Gericht gemacht. Nachdem man inzwischen das Uniformtuch statt mit teuerem Karmin kostengünstig mit chemischen Mitteln färben konnte, plante man in den 1980er Jahren die Wiedereinführung des roten Rocks als Ersatz für den blauen Nr. 1 Dress und den khakifarbenen Nr. 2 Dress. Dieses Vorhaben stieß jedoch bei der Truppe auf wenig Gegenliebe und wurde daher nicht verwirklicht.
Auch bei einigen Truppenteilen der Streit- bzw. Sicherheitskräfte der Commonwealth-Staaten Kanada, Australien, Jamaika, Neuseeland, Fidschi, Pakistan, Ghana und Singapur sowie der Kronkolonie Gibraltar (Royal Gibraltar Regiment) ist der Rotrock als Paradeuniform noch in Gebrauch.